# Mammillaria deherdtiana
Mammillaria deherdtiana är en kaktusväxtart som beskrevs av Farwig. Mammillaria deherdtiana ingår i släktet Mammillaria och familjen kaktusväxter.

## Underarter
Arten delas in i följande underarter:
- M. d. deherdtiana
- M. d. dodsonii